# 圣若昂-迪伊拉塞马
圣若昂-迪伊拉塞马是巴西圣保罗州的一个市镇。总面积177.906平方公里，总人口1732人，人口密度9.7人/平方公里。